# Антоніна Іванова
Антоніна Іванова (болг. Антонина Иванова; нар. 17 березня 1975, с. Кам'янка, Одеська область) — українська журналістка болгарського походження.

## Біографія
Закінчила середню школу в рідному селі, потім вступила до Софійського університету «Святого Климента Охридського». Закінчила факультет журналістики та масових комунікацій за фахом «Телевізійна журналістика». Кілька років успішно працює у газеті, що видається болгарською в Україні, «Рідний край». Працювала менеджеркою у друкарні «Сателіт-Пресс». Однак, коли в 2008 отримала пропозицію створити телевізійний проект на регіональному ТБ, пов'язаний з темою болгар в Україні, повернулась до журналістики. Через кілька місяців Іванова виступила в ролі авторки і керівниці телевізійного шоу «Born Edge» (1990). Паралельно є ведучою радіопередачі. Член Союзу журналістів України. 
Перша лауреатка на 11-му і 13-му Міжнародному кінофестивалі телебачення в Ужгороді. Пише вірші болгарською та російською.